# جامع بوشويشة
جامع بوشويشة واحد من أقدم وأهم مساجد المدينة العتيقة بصفاقس.

## تسميته
حسب المؤرخ الشهير محمود مقديش، فإن المسجد اتخذ اسمه من اللقب «شاوش» الذي يعني حارس الباب. فهو قريب من مدخل المدينة.

## موقعه

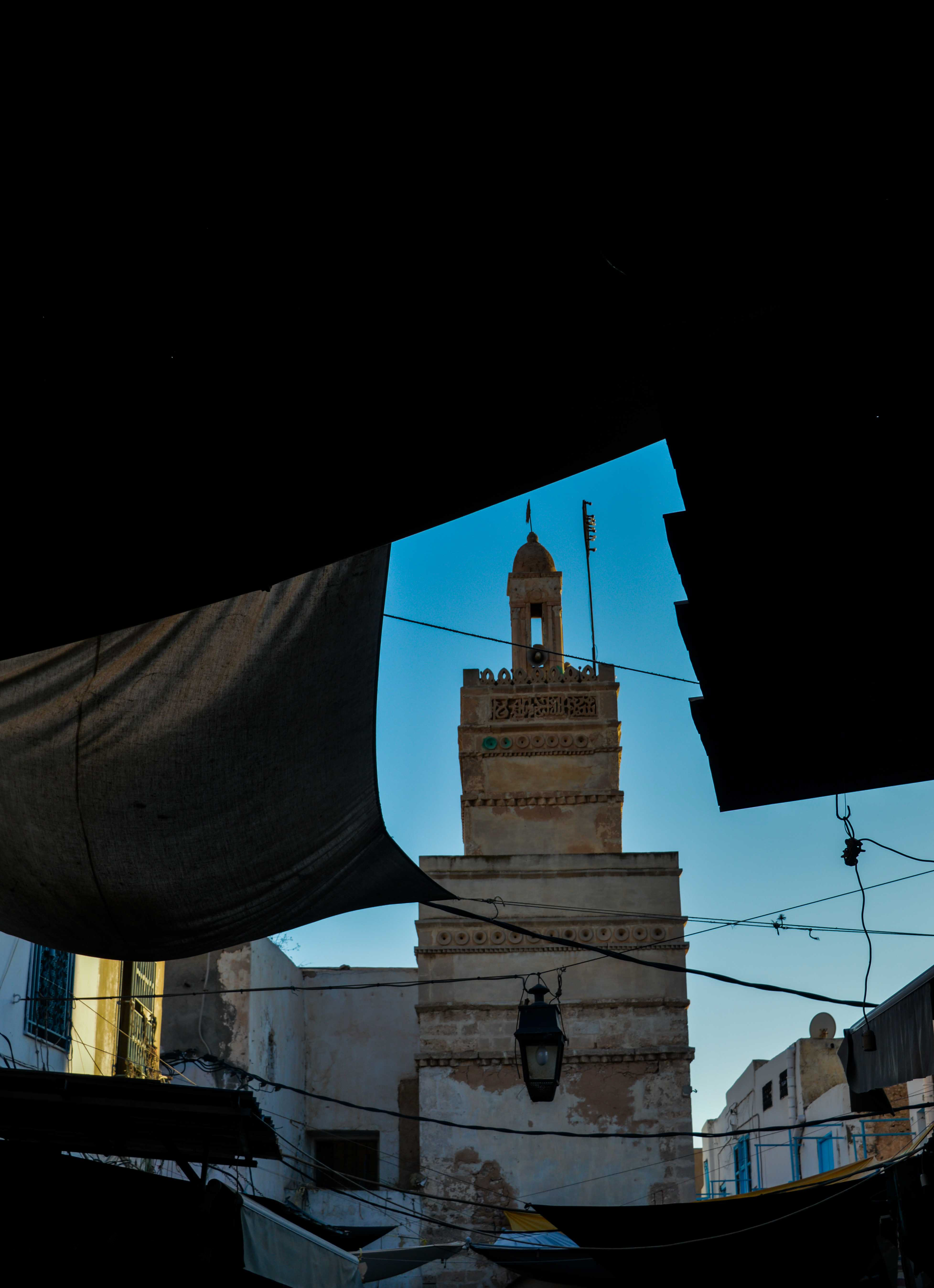
صومعة الجامع عبر الأسواق

يقع الجامع في الجزء الشمالي من المدينة العتيقة. وهو محاط بالأسواق في ثلاثة جهات. إذ يفتح شمالا على سوق الحدادين، سوق الطعمة جنوبا وسوق الصباغين شرقا. أما واجهته الغربية فيحدها نهج صغير لا يتجاوز عرضه المتر. ويرجح أن يكون هذا الموقع هو الذي أعطى المبنى مكانته الاقتصادية كمركز مراقبة

## تاريخه
يعود إقدم أثر في التاريخ ذكر فيه جامع بوشويشة إلى سنة 1857 في جرد المعالم الدينية بصفاقس الذي قام به طلبة المدرسة الحربية بباردو. بعد ذلك، تم ذكره مرة ثانية خلال ضبط أحباس أبا عباس النوري في دفاتر حساباته.
كما تم ذكر المعلم في تقرير السلطات الفرنسية للمعالم التي تم قصفها سنة 1881. حسب النقيشة في المدخل، فإنه بني على يد البناء محمد القطي الذي اشتهرت عائلته بالبناءات العامة بالقرن العاشر مثل الجامع الكبير (1502-1503) وحمام السلطان (1649) والقصبة (1681).

## هندسته

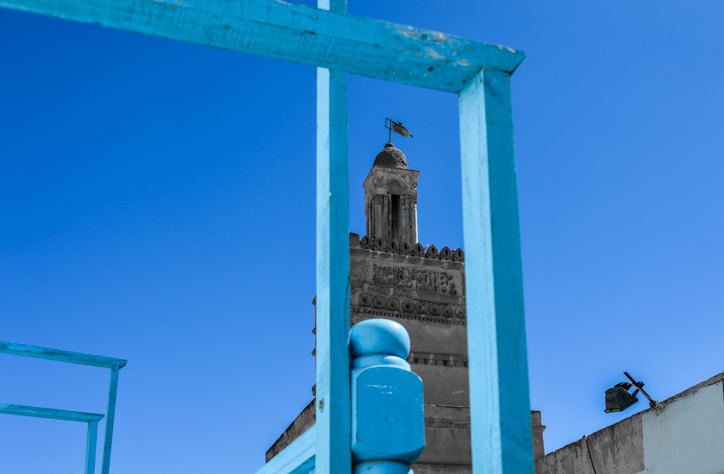
زينة الصومعة

بني جامع بوشويشة على مرحلتين زمنيتين: الأولى بالعهد الزيري كان يتكون فيها من من غرفة صلاة واحدة تصميمها مشابه لبيوت الصلاة بمسجد القصبة ومصلى سيدي سعادة. أما في الثانية، وكان الهدف منها توسعة البناء، فتمت إضافة أخرى إليها تختلف عنها في تصميمها وطريقة بنائها، إضافة إلى مئذنة بالركن الشمال شرقي.
يتخذ المسجد الآن في مجمله شكلا مستطيلا طوله 24 متر وعرضه 7.5 أمتار. وتمثل واجهته نموذجا استوحي منها تصميم واجهة مسجد سيدي بلحسن الكراي سنة 1721 ميلادي.
يوجد بالواجهة الرئيسية نقيشة مستطيلة من حجر الحرش يبلغ ارتفاعها 60 صم وعرضها 30 صم. نص هذه النقيشة المكتوب بالخط المغربي التونسي والمحاط بإطار على شكل محراب مقسم على 12 سطرا وهو:
"بسم الله الر
حمان الرحيم وصلى الله
على سيدنا محمد وعلى اله
صنع هاذا المقام
المبارك
المعلم محمد
القطي الأنصاري غفر
الله له ولوالديه
و لجميع المسلمين وكان الفراغ منه
اواخر صفر عام خمسة وتسعين
و ألف من الهجرة النبوية"